# عبد العزيز العقيلي
عبد العزيز العقيلي (1919 - 7 مايو 1981) هو قائد عسكري عراقي كان برتبة لواء ركن. تولى منصب وزير الدفاع في العراق للفترة من 21 أيلول 1965 ولغاية 18 نيسان 1966 في حكومة عبد الرحمن البزاز الأولى كما كان مرشحًا قويًا لرئاسة الجمهورية العراقية وعضوًا في مجلس السيادة. اعتقل بعد انقلاب 17 تموز 1968 وعذب في سجن قصر النهاية حتى وفاته.

## سيرته
بعد إكماله لدراسته الأولية والثانوية في الموصل دخل الكلية العسكرية بتاريخ 1 كانون الثاني سنة 1937 وهي الدورة التي سميت دورة بكر صدقي الذي قاد انقلاب 29 تشرين الأول 1936، وكان تخرجه من الكلية في عام 1938م، وبعد تخرجه انتمى إلى صنف المدفعية، وتولى منصب قائد الفرقة الأولى بالجيش العراقي في نهاية عقد الخمسينيات من القرن العشرين، ثم شغل منصب وزير الدفاع في العراق لمدة ستة أشهر للفترة من 21 أيلول 1965 ولغاية 18 نيسان 1966 في حكومة عبد الرحمن البزاز 
وكان قد ساهم في حركة برزان الثانية خلال شهر أيلول/سبتمبر من عام 1945م، وكان بمنصب ضابط ركن حركات للقوة التي كان يقودها آنذاك اللواء مصطفى راغب. وعمل العقيلي في الحرس الملكي، وكان برتبة مقدم، 
في عام 1946م دخل كلية الحقوق وتخرج فيها عام 1950م.
وينتمي عبد العزيز العقيلي إلى كتلة الموصل العسكرية، وهو عضو مجلس السيادة الذي انتخب الرئيس عبد الرحمن عارف (بعد مصرع أخيه عبد السلام عارف في حادث سقوط الطائرة)، وحاز على صوت واحد اثناء عملية الانتخاب.
يقول الدكتور مجيد خدوري في كتابه (العراق الجمهوري): ((كان العقيلي يعارض الوحدة العربية، ويشدد على استقلال العراق في الشؤون الداخلية والخارجية، وكان الأهم من ذلك كله هو موقف عبد العزيز العقيلي من المشكلة الكردية، فقد ظل يلح حين كان وزيرا للدفاع ومنذ أن انضم إلى الحكومة في وجوب استعمال القوة، كما اعتقد بان الحكومة العراقية لن تستطيع تنفيذ جهودها في الإصلاح الداخلي قبل إيجاد تسوية نهائية للمشكلة الكردية)). 
ورفض العقيلي العمل سفيراً في وزارة الخارجية بعد ثورة 17 تموز 1968، واعتقل وعذب في سجن قصر النهاية مع اركان النظام السابق الذين كانوا معتقلين معه في السجن ومنهم عبد الرحمن البزاز، وإبراهيم فيصل الأنصاري، وطاهر يحيى ومحمد صديق شنشل وآخرين. واظهر بطولةً وجلَداً كبيرين امام التعذيب القاسي الذي تعرض له في السجن.

## وفاته
لقد حكم على العقيلي بالإعدام ونقل إلى السجن في جناح الأحكام الشاقة وبعد أن أمضى 5 سنوات صدر قرار في شهر أبريل/نيسان 1975 بخفض العقوبة إلى السجن المؤبد. وفي شهر أغسطس/ آب 1980 نقلته دائرة المخابرات إلى أحد سجونها لمدة شهر ثم نقل إلى سجن أبو غريب، وتدهورت حالته الصحية وتقيّح جلده وتساقط شعر رأسه وتعطل جهازه الهضمي وتضاءل وزنه حتى أصبح بوزن 40 كيلو غراماً ثم فقد بصره ونطقه في زنزانة لا تتجاوز مساحتها 2 متر مربع ثم دخل في حالة غيبوبة، وبعد فترة توفي يوم 3 رجب 1401هـ/ 7 أيار 1981م في داخل السجن في بغداد.